# Fusarium graminum
Fusarium graminum är en svampart som beskrevs av Corda 1837. Fusarium graminum ingår i släktet Fusarium och familjen Nectriaceae.   Inga underarter finns listade i Catalogue of Life.